# 第96高射ミサイル旅団 (ウクライナ空軍)
第96高射ミサイル旅団(ウクライナ語: 96-та зенітна ракетна бригада)は、ウクライナ空軍中部航空管区に所属する地対空ミサイル部隊。

## 歴史
1992年、ソ連軍第96高射ミサイル旅団はウクライナの管轄下に入り、ウクライナ空軍の一部となった。
1998年12月4日、旅団は「キエフスカ」という名誉称号を与えられた。
部隊は通常キーウ州に駐屯しており、キーウ、キーウ水力発電所、チェルノブイリ原子力発電所の防空を担当している。
旅団は、2014年にウクライナ独立パレードに参加した。
2016年2月2日午後、旅団の部隊がスピルネ村近くを巡回中、部隊は地雷を爆破した。ゲンナディ・サムス軍曹は複数の破片による傷により死亡し、さらに4人の負傷者がスバトボの病院に搬送された。兵士レオニード・コゾロズも同時に死亡した。
2022年6月15日、旅団は勇気と勇敢さに対する栄誉賞を授与された。
ウクライナ空軍によると、2023年6月27日、旅団長セルヒー・ヤレメンコは、旅団がKh-47M2キンジャールミサイル13発を撃墜した功績により、ウクライナ英雄を授与された。